# Lorenzo Barlassina
Lorenzo Barlassina (Limbiate, 7 luglio 1948) è un dirigente sportivo, allenatore di calcio ed ex calciatore italiano, di ruolo centrocampista.

## Carriera

### Giocatore

#### Club
Cresciuto nell'Inter, con la quale conquistò tre titoli italiani con le formazioni Allievi, Primavera e De Martino, non riuscì ad emergere a livello di prima squadra e continuò dunque la sua carriera altrove, senza mai esordire in Serie A. Disputò una finale di Coppa Italia nel 1974, quando vestiva la maglia del Palermo, persa contro il Bologna ai tiri di rigore. Fu poi capitano del Catania, squadra con cui militò, fatta eccezione per una parentesi alla Pistoiese, dal 1977 al 1982. Con gli etnei ottenne una promozione in B nella stagione 1979-1980.
Al termine del campionato 1980-1981 fu eletto dalla Gazzetta dello Sport "miglior giocatore" di Serie B.

Barlassina (accosciato, primo da sinistra) all'Arezzo nel 1972-1973

In tutta la carriera collezionò 30 presenze in Interregionale, 297 presenze e 51 reti in Serie C e 293 presenze in B tra Arezzo, Palermo, Brindisi, Catania e Pistoiese, con 20 gol all'attivo, per un totale di 622 partite da professionista.

#### Nazionale
Fu convocato due volte dal commissario tecnico Enzo Bearzot in Nazionale di Serie C, per le partite Francia-Italia e Italia-Israele.

### Allenatore
Dopo aver conseguito il diploma a Coverciano, collezionò 150 panchine in Serie C2, 100 in Interregionale e 55 in Promozione, vincendo due volte il campionato: prima col Cuneo e poi con l'Albenga. Allenò anche Aosta, Catania ed Imperia.

### Dirigente
Abbandonata la panchina, svolse per 8 anni il ruolo di responsabile degli osservatore dei giovani calciatori liguri alle dipendenze di Milan e Sampdoria. Attualmente nel consiglio direttivo e responsabile del Settore Giovanile della squadra di calcio dell'Albissola, in provincia di Savona.

### Giocatore

#### Competizioni nazionali
- Campionato italiano Serie C1: 1

Catania: 1979-1980 (girone B)

### Allenatore

#### Competizioni nazionali
- Campionato Interregionale: 1

Cuneo: 1988-1989 (girone A)

#### Competizioni regionali
- Promozione: 1

Albenga: 1997-1998 (girone A)